# Streblus sclerophyllus
Streblus sclerophyllus är en mullbärsväxtart som beskrevs av Edred John Henry Corner. Streblus sclerophyllus ingår i släktet Streblus och familjen mullbärsväxter. Inga underarter finns listade i Catalogue of Life.